# 四號風球
四號風球是香港一個已停用的熱帶氣旋警告信號，曾於1905年至30年代使用。

## 歷史
香港天文台從1884年開始就為香港海港內的輪船懸掛颱風信號以作示警，其後並開始為原有的信號球加設數字來代表風力強度和風向。當時，香港天文台有兩套信號系統。一套是本地颱風警告信號（為位於香港警戒範圍以內的颱風），另外一套是非本地颱風警告信號（為位於香港警戒範圍以外的颱風）。
為免製做誤會，本地和非本地颱風警告信號的信號球形狀和懸掛地點都有所不同，但兩套信號中均包括四號風球。

## 1905年
四號風球從1905年開始出現。根據當時的系統，四號風球代表香港東南方有颱風出現。信號球形狀為朝下錐體並下懸圓柱。信號分為紅色和黑色。紅色信號代表颱風距離香港超過300哩，黑色信號則代表颱風距離香港少於300哩。
根據當時的憲報，懸掛風球並不一定代表天文台預料香港會出現惡劣天氣。

## 1917年
根據1917年的信號系統，信號球形狀為黑色圓柱，夜間信號燈顏色為「綠綠白」，代表烈風從東方吹襲。

## 1931年
1931年3月1日，一個新的颱風警告信號正式生效。新的四號風球信號球形狀為菱形，夜間信號燈顏色為「白白紅」，代表香港有受熱帶氣旋吹襲危險，唯香港未即時受威脅。信號用於菲律賓，並不用於香港。
根據天文台資料，四號風球於香港甚少使用。天文台表示四號風球於1930年代後期停用，但香港政府直到1938年關於颱風信號的憲報公告裡依然有記載四號風球的存在。